# Stockmeier Chemie
Stockmeier Chemie GmbH & Co. KG ist ein mittelständisches Familienunternehmen mit Hauptsitz im ostwestfälischen Bielefeld in Nordrhein-Westfalen. Schwerpunkt der Tätigkeit des Unternehmens ist der Handel von Chemikalien und deren entsprechende Distribution. Das Unternehmen ist eine Tochtergesellschaft der Stockmeier Holding GmbH, die das Dach der Stockmeier Gruppe für weitere Gesellschaften bildet.

## Geschäftsbereich
Schwerpunkt der Tätigkeit der Stockmeier Chemie ist der Handel und die Distribution von Chemikalien für Industrie und Gewerbe. Außerdem beschäftigt sich das Unternehmen mit Zwischen- und Spezialprodukten sowie der Entwicklung, Herstellung und dem Vertrieb von Reinigern und Reinigungsmitteln sowie Entsorgung von Altchemikalien, Sicherheitsmanagement und Lohnproduktion.
Der Geschäftsbereich Stockmeier Chemie besteht aus den Firmen
- Stockmeier Chemie GmbH & Co. KG, Bielefeld
- Stockmeier Chemie Eilenburg GmbH & Co. KG, Eilenburg
- Stockmeier Chemie Dillenburg GmbH & Co. KG, Dillenburg

Nach eigenen Angaben des Unternehmens ist die Stockmeier Chemie Eilenburg GmbH & Co. KG einer der größten Hersteller für Peressigsäure in Europa. Darüber hinaus ist Stockmeier Chemie seit 2018 an Chembid beteiligt.

## Geschichte
Die Stockmeier Chemie wurde 1920 als Handelshaus für chemische Produkte in Bielefeld von August Stockmeier gegründet. Dort ist noch heute der Hauptsitz des Unternehmens. Im Laufe der Jahre entwickelte sich das Firmennetzwerk zu einem Global Player für chemische Standardprodukte. Durch die Übernahme der insolventen Kruse Gruppe Anfang 2013 und der anschließenden Integration der operativen Chemikalien-Handelsgesellschaften der Kruse GmbH & Co. KG in die Stockmeier Chemie ist der Geschäftsbereich stark gewachsen.

## Standorte
Die Stockmeier Chemie selbst hat 12 Produktions-, Distributions- und Vertriebsstandorte in Deutschland, wo auch der Schwerpunkt liegt. In Süddeutschland erfolgt die Distribution durch das Joint Venture mit der Firma Staub & Co. – Silbermann GmbH mit Standorten in Nürnberg, Gablingen und München. Im Ausland finden sich Gesellschaften, die der Stockmeier Chemie direkt zugeordnet sind, mit Niederlassungen und Vertriebsbüros in den Niederlanden, Belgien, Österreich, Polen, Tschechien, Rumänien und der Slowakei.
Standorte in Deutschland:

### Stockmeier Chemie GmbH & Co. KG
- Bielefeld (Hauptsitz)
- Balve
- Harsum
- Duisburg
- Lübeck
- Neuss
- Niederzier

### Stockmeier Chemie Dillenburg GmbH & Co. KG
- Dillenburg
- Hanau
- St. Ingbert

### Stockmeier Chemie Eilenburg GmbH & Co. KG
- Eilenburg
- Berlin
- (Stadtilm wurde im März 2018 geschlossen)